# Housse (musique)
Pour les articles homonymes, voir housse.
Une housse (en anglais :  gig bag, soft case  ou sac de transport) est un étui rembourré, à parois souples, utilisé pour le rangement et le transport d'un instrument de musique (guitare, tuba, saxophone, timbales...) et également pour sa protection contre l'humidité, la poussière et les chocs thermiques. Alternative populaire et économique aux étuis à coque rigide, généralement plus lourds et plus encombrants, la plupart des housses de transport comprennent des poches pour ranger les partitions, les câbles de l'instrument, les sangles de guitare / colliers / harnais et petit matériel (bec, anche , équipement d'entretien...) , ainsi que des bandoulières et des poignées pour plus de confort, de portabilité et de facilité d'utilisation.
Des housses de grandes dimensions sont utilisées pour les grands instruments comme la contrebasse.
Bien que les housses soient plus légères et plus faciles à transporter, elles offrent beaucoup moins de protection (chute, choc, écrasement...) que les étuis en bois ou à coque rigide rembourrés. C'est pourquoi certains musiciens possèdent à la fois des housses  souples et des étuis rigides pour leurs instruments. Ainsi, ils peuvent utiliser la housse pour les répétitions locales, le travail de studio et les concerts, et utiliser l'étui rigide lorsque leur instrument doit être enregistré dans les bagages des compagnies aériennes.

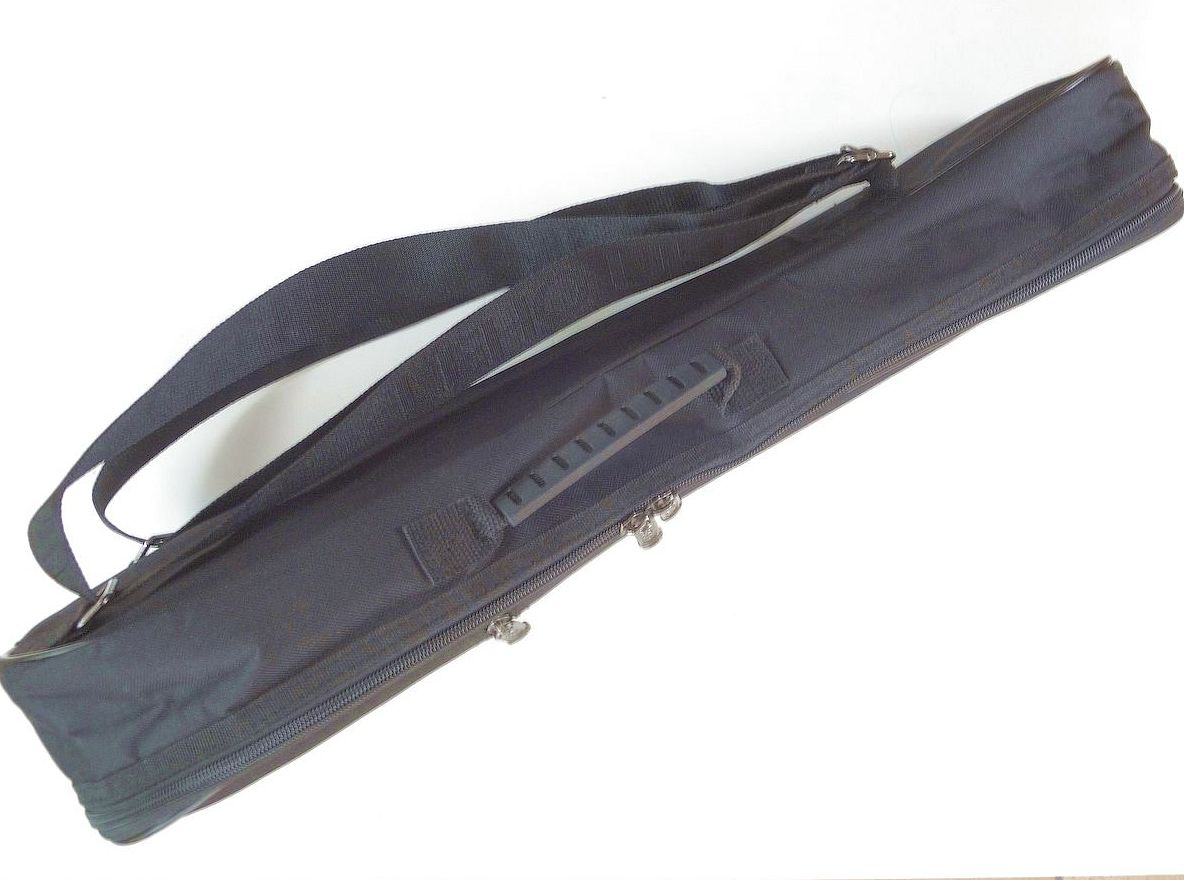
Housse en tissu pour ukulele.

Les matériaux utilisés pour la confection des housses peuvent être le cuir, les tissus de bagagerie étanches ou non comme le Cordura...
Pour une protection optimale, les coussins et des rembourrages doivent épouser parfaitement les formes de l'instrument sans jeu ce qui pourraient autrement abîmer par frottement sa protection ou sa finition (vernis...). Il convient également d'évitement le frottement ou l'appui des accessoires nuisible à l'instrument.